# Gore Akakus
Gore Acacus ali Tadrart Akakus (arabsko تدرارت أكاكوس, latinizirano: Tadrārt Akākūs) tvori gorovje v puščavi okrožja Ghat v zahodni Libiji, delu Sahare. Gore se vzhodno od mesta Ghat in se raztezajo severno od meje z Alžirijo, približno 100 kilometrov. Območje ima posebno bogato paleto prazgodovinskih skalnih umetnin.

## Zgodovina
Tadrart je ženska oblika 'gore' v berberskih jezikih (moška: adrar).

### Arheologija
Gore Acacus so v holocenu nenehno zasedali lovci-nabiralci kljub nihajočemu podnebju v afriškem vlažnem obdobju. Ta mesta so bila pomembna pri razumevanju predelave hrane in mobilnosti ljudi, prilagojenih podnebnim spremembam. Udomačevanje živali kot del afriškega neolitika je bilo v tej regiji uvedeno okoli 7000 pred našim štetjem, pašništvo in iskanje hrane sta bili primarni strategiji preživetja ljudi v tej regiji, ne kmetijstvo.
Najdišča v tej regiji so bila razdeljena na tri glavna poselitvena obdobja: zgodnji Akakus, pozni Akakus in pastoralni neolitik. Zgodnji Akakus je bilo vlažno obdobje od ok. 9810 – 8880 pred sedanjostjo, za katerega so značilne majhne skupine mobilnih ljudi, ki so živeli v dolinah in ob nižinskih jezerih. Pozni Akakus (okoli 8870 – 7400 pr. n. št.) je bilo suho obdobje, za katerega so značilni bolj stano naseljeni ljudje v večjih skupinah, ki so živele v dolinah. Ti ljudje so močno intenzivirali predelavo hrane in shranjevanje divjih žit ter v veliki meri uporabljali brusne kamne in lončenino. Za pastoralni neolitik je bila značilna ponovna povečana mobilnost v bolj vlažnem okolju in udomačitev živali. Ti ljudje so pokazali zmanjšano uporabo brusilnih kamnov.

### Skalna umetnost
Območje je znano po svoji skalni umetnosti in je bilo zaradi pomembnosti teh slik in rezbarij leta 1985 vpisano na Unescov seznam svetovne dediščine. Slike so iz obdobja od 12.000 pr. n. št. do 100 n. št. in odražajo kulturne in naravne spremembe na tem območju.
Obstajajo slike in rezbarije živali, kot so žirafe, sloni, noji in kamele, pa tudi ljudje in konji. Ljudje so upodobljeni v različnih vsakodnevnih življenjskih situacijah, na primer med ustvarjanjem glasbe in plesom.
- Žirafe
- Slon
- Človeške figure
- Človeške in živalske figure
- Človeške figure

### Mlečni lipidi
Tadrart Acacus je tudi mesto najzgodnejšega pojavljanja predelanih mlečnih lipidov na keramiki, ki je bila radiokarbonsko datirana na 7500 pred našim štetjem.

## Vandalizem in uničevanje od leta 1969
Med vladavino Moamerja Gadafija od leta 1969 do 2011 je bil Oddelek za starine zelo zapostavljen. Seizmična kladiva se uporabljajo za pošiljanje udarnih valov pod zemljo, da locirajo naftna nahajališča, in imajo opazne učinke na bližnje kamnine, vključno s tistimi, v katerih je umetnost Tadrart Acacus.
Plenjenje starodavnih artefaktov je doseglo kritično stopnjo. V odgovor je Unesco pozval k večji kampanji ozaveščanja, da bi povečali ozaveščenost o libijski arheološki in kulturni dediščini ter opozorili Libijce, da njihovo dediščino »ropajo tatovi in uničujejo razvijalci«.
Leta 2012 po Gadafijevem umoru so si z libijsko in italijansko vlado prizadevali usposobiti osebje s projektom UNESCO, vrednim 2,26 milijona dolarjev. Projekt je vključeval ohranjanje, zaščito in izobraževanje. Poleg Tadrart Acacus ima Libija še štiri druga območja Unescove svetovne dediščine: Kirena, Leptis Magna, Sabratha in Ghadames. UNESCO je svetoval, naj se »v Ghatu ali Uweynatu ustanovi center za usposabljanje osebja, odgovornega za zaščito in upravljanje premoženja, in gosti muzej, za katerega se pričakuje, da bo imel pomembno [vlogo] v smislu ozaveščanja«.
Unescova poročila o stanju ohranjenosti (SOC) iz let 2011, 2012 in 2013 kažejo, da je bilo najmanj deset spomenikov na skalah predmet namernega in precejšnjega uničenja vsaj od aprila 2009. Nejasnost okoli meja posesti območja svetovne dediščine in s tem upravljanje nepremičnine skupaj s pomanjkanjem lokalnega razumevanja kulturnih vrednot sta prispevala k nenehnemu vandalizmu. Konflikti na tem območju od leta 2011 so povzročili povečan vandalizem.
Maja 2013 je UNESCO opravil tehnično misijo za oceno stanja ohranjenosti mesta Tadrart Acacus in za »izgradnjo strateškega načrta za uveljavitev zaščite in upravljanja tega edinstvenega kulturnega in naravnega konteksta«.
14. aprila 2014 so poročali o dveh vrstah vandalov, tistih, ki so nepremišljeno vklesali svoja imena poleg starodavnih kamnitih umetnin, in tistih, ki namerno uporabljajo kemične izdelke, da bi odstranili skalne risbe. 20. aprila 2014 je francoskega posebnega dopisnika Jacques-Marieja Bourgeta lokalni novinar iz Gata v Libiji, Aziz Al-Hachi, obvestil, da se Tadrart Acacus, ki je na seznamu Unescove svetovne dediščine skalne umetnosti, uničuje s kladivi in krtačami.

## V umetnosti
Pogrebni obred v Acacusu je slika Shefa Salema, ki se je zgledovala po jamski umetnosti iz gorovja Acacus iz leta 4000 pr. n. št., na kateri je prikazan čoln s skupino ljudi, od katerih je bil eden obrnjen z glavo.

## Geografija
Tadrart Acacus ima veliko različnih pokrajin, od raznobarvnih sipin do lokov, sotesk, osamljenih skal in globokih vadijev (suha rečna struga). Glavne znamenitosti so oboki Afzejare in Tin Khlega. Čeprav je to območje eno najbolj sušnih v Sahari, je tu vegetacija, kot je zdravilni Calotropis procera, v gorah pa so številni izviri in vodnjaki.
- Gore Acacus v zahodni Libiji, del Sahare
- Skalni lok v Tadrart Acacus
- Moul n'ga Cirque v regiji Tadrart Rouge z valovitimi oblaki nad njimi
- Puščava Akakus
- Skalna glava
- Skalne formacije
- Skalne formacije
- Začasni življenjski prostor, ki ga je zgradil človek